# Андрійченко Федір Кирилович
Фе́дір Кири́лович Андрі́йченко (14 лютого 1916— ?, після 2003) — передовик сільського господарства Української РСР, комбайнер Вознесенської МТС Вознесенського району Миколаївської області, Герой Соціалістичної Праці (1953).
Обирався депутатом Верховної Ради Української РСР 4-го (1955—1959) та 5-го (1959—1963) скликань.

## Життєпис
Народився в селі Воронівка Єлизаветградського повіту Херсонської губернії Російської імперії (нині — село Вознесенського району Миколаївської області).
Трудову діяльність розпочав у 1932 році в сільгоспартілі «Нове життя» причіплювачем на тракторі. У 1934 році закінчив курси при Вознесенській школі комбайнерів. Працював комбайнером, бригадиром тракторної бригади Вознесенської МТС, а після її розформування — комбайнером колгоспу «Прогрес».
Мешкав у місті Вознесенську Миколаївської області.

## Нагороди
Указом Президії Верховної Ради СРСР від 21 серпня 1953 року Андрійченку Федору Кириловичу присвоєне звання Героя Соціалістичної Праці з врученням золотої медалі «Серп і Молот».
Також нагороджений двома орденами Леніна, орденом Трудового Червоного Прапора, медаллю «За трудову доблесть» (1938), іншими медалями.